# Eleanor Carothers
Pour les articles homonymes, voir Carothers.
Estrella Eleanor Carothers (4 décembre 1882 - 1957) est une zoologiste, généticienne et cytologiste américaine connue pour son travail sur les sauterelles et sa découverte d’importantes preuves physiques importantes pour le concept d'assortiment indépendant, essentielles à la compréhension moderne de la génétique.

## Enfance et éducation
Eleanor Carothers est née le 4 décembre 1882 à Newton, Kansas. Elle étudie au Nickerson Normal College et obtient son bachelor of arts et sa maîtrise à l’université du Kansas, respectivement en 1911 et en 1912.

## Carrière en recherche
Eleanor Carothers commence sa carrière à l’université d’État de Pennsylvanie en 1913 comme assistante de zoologie, et elle soutient sa thèse en 1916. Elle y reste jusqu’en 1936, tout en occupant également un poste de chercheuse indépendante au Laboratoire de biologie marine, de 1920 à 1941.
En 1936, elle est nommée à l'Université de l'Iowa et y exerce en tant que chercheuse jusqu'en 1941. Son travail est financé par la Fondation Rockefeller.
Tout en étudiant et en enseignant à l'Université de Pennsylvanie, Carothers voyage dans les régions du sud et du sud-ouest des États-Unis pour des expéditions de recherche, en 1915 et en 1919.
Durant la période où elle travaille à l'Université de l'Iowa, elle effectue le travail le plus important de sa carrière, dans le domaine de la génétique et de la cytologie, en utilisant des embryons de sauterelles afin d’étudier l'assortiment indépendant de chromosomes homologues hétéromorphes. Ce travail est la première preuve physique que les chromosomes homologues se séparent indépendamment pendant la méiose, ce qui est une des sources de variation génétique dans les organismes à reproduction sexuelle.

## Fin de vie

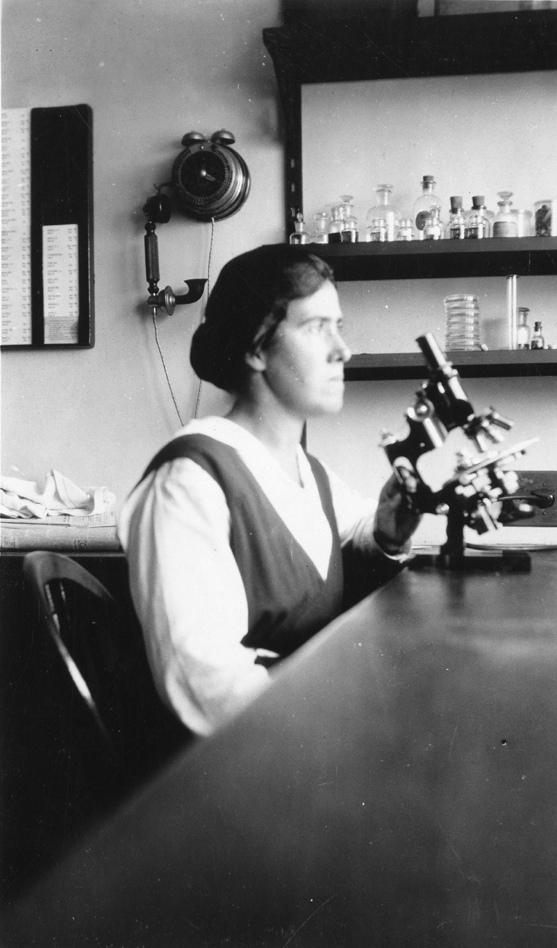
Carothers avec un microscope

Eleanor Carothers quitte son poste à l’université de l’Iowa en 1941 et déménage à Kingman, Kansas, où elle continue son activité de chercheuse pour le Laboratoire de Biologie Marine Woods Hole. En 1954, elle déménage à Murdock, Kansas, où elle continue la recherche jusqu’à sa mort, survenue en 1957, à 75 ans,.

## Distinctions
En 1921, le prix de la recherche Ellen Richards lui est décerné par la Naples Table Association. Elle est mentionnée pour son travail sur les embryons de sauterelles dans la quatrième édition d’American Men of Science, publié en 1927 (une distinction rare et importante pour une scientifique à cette époque). Eleanor Carothers est aussi membre de l’Académie nationale de sciences et de l’Académie des sciences naturelles de Philadelphie.

## Principales publications
- E. Eleanor Carothers, « The Segregation and Recombination of Homologous Chromosomes as Found in Two Genera of Acrididae (Orthoptera) », Journal of Morphology, vol. 28, no 2,‎ 1917, p. 445 (DOI 10.1002/jmor.1050280205, lire en ligne)